# Confederazione dei popoli Eel River
La Confederazione dei popoli dell'Eel River o  Popoli Athapaska dell'Eel River include i nativi Americani: Wailaki, Lassik, Nongatl eSinkyone, che tradizionalmente vivevano lungo le rive dell'Eel River nel nord-ovest della California.
Queste tribù parlavano dialetti o lingue appartenenti alla famiglia linguistica Athapaska, che è principalmente rappresentata in Alaska, Canada occidentale e Stati Uniti d'America sud-occidentali.
Altri popoli del gruppo Athapaska che vivono nelle vicinanze dell'Eel River includono: gli Hupa, i Whilkut, i Chilula al nord, i Mattole sulla costa occidentale ed i Kato al sud.

## Popolazione
Ci sono variazioni sostanziali, per quanto riguarda le stime delle popolazioni native americane della California, prima dei contatti con gli europei.  Alfred L. Kroeber (1925) stimò che nel 1770, la popolazione dei Nongatl, Sinkyone e Lassik assommasse a circa 2000 persone e che i Wailaki assommassero a 1000. Sherburne F. Cook (1976) suggerisce un totale di 4700 per i Nongatl, Sinkyone, Lassik, Wailaki, Mattole e Kato. Martin A. Baumhoff (1958) stimava la popolazione aborigena a 2325 per i Nongatl, 4221 per i Sinkyone, 1411 per i Lassik e 2760 per i Wailaki, con un totale di 10717 per i quattro gruppi Athapaska dell'Eel River.
Kroeber stimava che totalmente i Nongatl, i Sinkyone ed i Lassik nel 1910 contassero 100 persone, ed i Wailaki 200.